# 歐洲動物園和水族館協會
歐洲動物園和水族館協會（英語：European Association of Zoos and Aquaria，縮寫EAZA），是歐洲動物園和水族館組織，在全球41個國家擁有超過340個成員。歐洲動物園和水族館協會管理歐洲瀕危物種計劃。
歐洲動物園和水族館協會的宗旨促進區域計畫和野生動物保護，例如歐洲瀕危物種計劃（EEP）的協調育種計劃。歐洲動物園和水族館協會促進教育活動，並建議歐洲聯盟或其他代表性的委員會，如歐洲議會和歐洲理事會。

## 外部連結
- 官方网站
- "EAZA European Carnivore Campaign"